# Емсланд (район)
Емсланд (нім. Emsland) — район у Німеччині, у складі федеральної землі Нижня Саксонія. Адміністративний центр — місто Меппен.

## Населення
Населення району становить 331 397 осіб (станом на 31 грудня 2021).

## Адміністративний поділ
Район складається з 50 міст і громад (нім. Mitgliedsgemeinden), об'єднаних у 9 об'єднань громад (нім. Samtgemeinden), а також 5 самостійних міст і 5 самостійних громад.
Дані про населення наведені станом на 31 грудня 2021. Зірочками (*) позначені центри об'єднань громад.
Самостійні міста/громади:
1. Газелюнне (місто) (13196)
2. Гарен (місто) (24137)
3. Гесте (11731)
4. Емсбюрен (10338)
5. Зальцберген (7806)
6. Лінген (місто) (55599)
7. Меппен (місто) (35415)
8. Папенбург (місто) (37885)
9. Реде (4398)
10. Твіст (9554)

| Об'єднання громад: 1. Дерпен (17316) 1. Вальхум (1650) 2. Віппінген (984) 3. Геде (2573) 4. Дерзум (1484) 5. Дерпен * (5522) 6. Клузе (1759) 7. Лее (970) 8. Нойбергер (1557) 9. Нойлее (817) 2. Фререн (10611) 1. Андерфенне (905) 2. Бестен (1661) 3. Мессінген (1061) 4. Туйне (1848) 5. Фререн (місто) * (5136) 3. Герцлаке (10715) 1. Герцлаке * (4755) 2. Дорен (1169) 3. Леден (4791) | 4. Латен (12257) 1. Зуструм (1374) 2. Латен * (6902) 3. Нідерланген (1353) 4. Оберланген (1002) 5. Ренкенберге (685) 6. Фрезенбург (941) 5. Ленгеріх (9385) 1. Бавінкель (2593) 2. Веттруп (532) 3. Гандруп (801) 4. Герстен (1212) 5. Ланген (1462) 6. Ленгеріх * (2785) 6. Нордгюммлінг (12270) 1. Бокгорст (979) 2. Бредденберг (827) 3. Гількенброк (783) 4. Естервеген * (5401) 5. Зурвольд (4280) | 7. Зегель (17165) 1. Бергер (2856) 2. Верпело (1106) 3. Грос-Берсен (689) 4. Гюфен (550) 5. Зегель * (8210) 6. Кляйн-Берсен (1167) 7. Шпангарренштетте (1557) 8. Штаферн (1030) 8. Шпелле (14417) 1. Люнне (2031) 2. Шапен (2455) 3. Шпелле * (9931) 9. Верльте (17202) 1. Верльте (місто) * (10259) 2. Лан (864) 3. Лоруп (3201) 4. Растдорф (1048) 5. Фрес (1830) |